# Birmingham (cràter)
Birmingham és el romanent d'un cràter d'impacte que es troba prop de l'extremitat nord de la Lluna, per la qual cosa des de la Terra es veu sota un angle oblic. Es localitza just al nord del Mare Frigoris, i a l'est de la plana del cràter emmurallat W. Bond. Al nord-est està el més petit Epígenes, amb Fontenelle cap a l'oest.

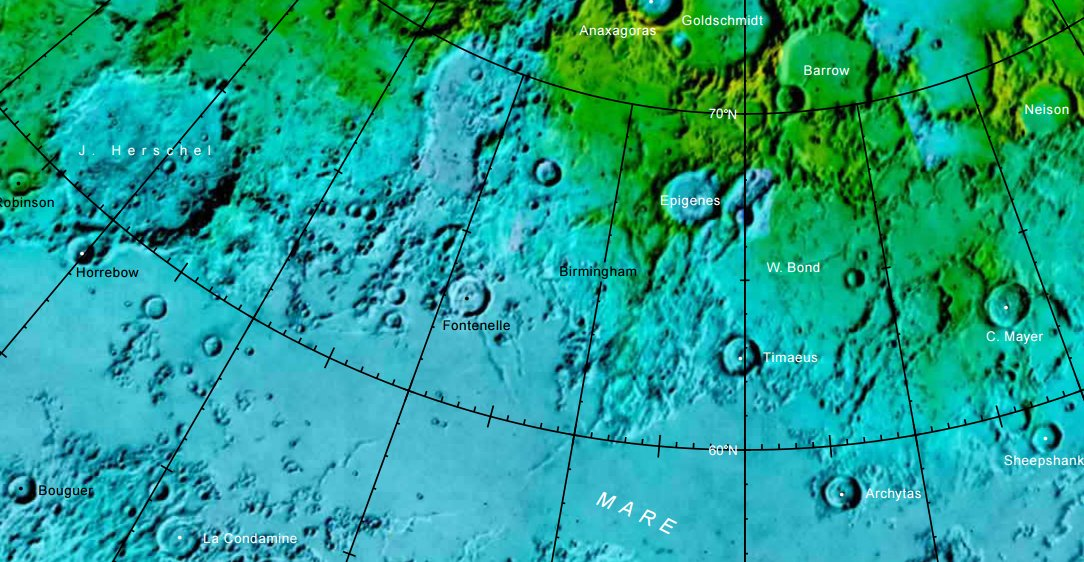
Localització de Birmingham (centre de la imatge)

Tot el que sobreviu de la formació original és un perímetre irregular de cants baixos, amb esquerdes que envolten l'interior ressorgit pel flux de lava. El pis interior està marcat per diversos petits cràters, i la seva superfície és extraordinàriament escarpada per a tractar-se d'una plana emmurallada. El baix angle d'il·luminació permet apreciar amb claredat els detalls dels seus camps de còdols.
astròleg i escriptor grec
Porta el nom de l'astrònom John Birmingham (i no com es diu sovint el de la ciutat britànica de Birmingham ni de la seva homònima Birmingham d'Alabama).

## Cràters satèl·lit
Per convenció aquests elements són identificats en els mapes lunars posant la lletra en el costat del punt mitjà del cràter que està més prop de Birmingham.
|            | \| Birmingham \| Coordenades \| Diàmetre \| \| ---------- \| ------------------------------------ \| -------- \| \| B \| 63° 36′ N, 11° 18′ O / 63.6°N,11.3°O \| 8 km \| \| G \| 64° 30′ N, 10° 12′ O / 64.5°N,10.2°O \| 5 km \| \| H \| 64° 24′ N, 10° 36′ O / 64.4°N,10.6°O \| 7 km \| \| K \| 65° 00′ N, 13° 06′ O / 65.0°N,13.1°O \| 6 km \| |          |
| Birmingham | Coordenades | Diàmetre |
| B          | 63° 36′ N, 11° 18′ O / 63.6°N,11.3°O | 8 km     |
| G          | 64° 30′ N, 10° 12′ O / 64.5°N,10.2°O | 5 km     |
| H          | 64° 24′ N, 10° 36′ O / 64.4°N,10.6°O | 7 km     |
| K          | 65° 00′ N, 13° 06′ O / 65.0°N,13.1°O | 6 km     |

## Referències

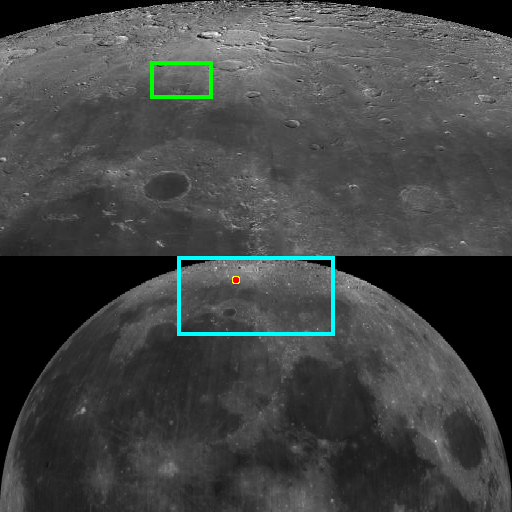
Localització del cràter Birmingham sobre l'esfera lunar